# Kaszaper
Kaszaper is een plaats (község) en gemeente in het Hongaarse comitaat Békés. Kaszaper telt 2108 inwoners (2002).